# Chloropoea serena
Chloropoea serena är en fjärilsart som beskrevs av Paul Mabille 1890. Chloropoea serena ingår i släktet Chloropoea och familjen praktfjärilar. Inga underarter finns listade i Catalogue of Life.